# Сундра Сантьяго
Сундра Сантьяго (нар. 13 квітня 1957, Нью-Йорк, Нью-Йорк, США) — американська акторка. Вона найбільш відома своєю роллю детектива Джини Калабрезе в кримінальному драматичному серіалі NBC «Пороки Маямі» (1984—1990).

## Раннє життя
Сантьяго — донька батька-кубинця та матері-пуерторіканки. Виросла в Південному Бронксі, Нью-Йорк. Сундра відвідувала гімназію Богоматері Перемоги. Коли їй було 13 років, її сім'я переїхала в Гомстед, Флорида.
Сантьяго закінчила старшу середню школу Саут-Дейд і за стипендією навчався в Університеті Маямі за спеціальністю психологія. Бувши студенткою Університету Маямі, захопилася акторською майстерністю. Після закінчення школи Сантьяго продовжила навчання в аспірантурі театру та мистецтва в Південному методистському університеті, зрештою здобувши ступінь магістра образотворчого мистецтва. Сундра приєдналася до компанії регіонального літнього театру Timber Lake Playhouse, Маунт-Карролл, Іллінойс, виконуючи багато ролей, у тому числі Марію у Вестсайдській історії в сезоні 1980 року.

## Кар'єра
У 1984 році Сантьяго дебютувала на великому екрані, з'явившись у фільмі про танцювальну драму Beat Street, а пізніше того ж року почала зніматися в кримінальному драматичному серіалі NBC Пороки Маямі, зігравши роль детектива Джини Калабрезе разом із Доном Джонсоном. Серіал тривав п'ять сезонів.
У 1990-х роках Сантьяго знялася в ряді телевізійних фільмів, у тому числі «Таємниці Косбі» (1994) і «До пана з коханням II» (1996) разом із Сідні Пуатьє.
У 1999 році приєдналася до акторського складу серіалу CBS «Путівне світло», зігравши кримінального авторитета Кармен Сантос.
У 2002 році Сундра була номінована на премію «Денна Еммі» за «Улюбленого лиходія Америки». Вона залишила серіал через три роки.
З 1999 по 2007 рік вона з'являлася в повторюваній ролі сусідки Тоні Сопрано, Джінні Кузамано, і її сестри-близнючки Джоан. Крім того, на телебаченні Сантьяго зіграла гостьову роль у серіалі «Закон і порядок» в епізоді 1992 року «Князь темряви» (епізод 3.8) і в епізоді 2004 року «День ветерана» (епізод 14.15).
У 2004 році Сантьяго приєдналася до акторського складу серіалу ABC One Life to Live в ролі Ізабелли Санті/Анджеліни Парадес після того, як покинув Guiding Light.
У 2007 році вона зіграла повторювану роль у першому сезоні юридичного трилера FX Damages.
У 2009 році вона повернулася до One Life to Live, цього разу отримавши роль Карлотти Веги від Патриції Маучері. Вона залишалася в шоу до 2011 року.
У 2014 році вона повернулася в прайм-тайм, зігравши роль Марсіели Акости, дружини ватажка банди Хав'єра Акости, в недовгому драматичному серіалі Fox Gang Related. Сантьяго також зіграв головну роль у фільмах «Зацікавлена особа», «Справжній детектив», «Готем», «Блакитна кров» і «Пані секретар».

## Особисте життя
У 1994 році Сантьяго Сундра зустріла джазового музиканта Роджера Скітеро, за якого вийшла заміж у 1999 році.

## Вибрана фільмографія
| Рік       |   | Українська назва    | Оригінальна назва  | Роль                                |
| --------- | - | ------------------- | ------------------ | ----------------------------------- |
| 1984—1989 | с | Поліція Маямі       | Miami Vice         | Джина Калабрес                      |
| 1992—2004 | с | Закон і порядок     | Law & Order        | Сандра Альваро / Маріела Сільва     |
| 1993      | ф | Шлях Карліто        | Carlito's Way      | танцівниця клубу "Патрон" з Карліто |
| 1999—2003 | с | Дороговказне світло | Guiding Light      | Кармен Сантос                       |
| 1999—2007 | с | Клан Сопрано        | Law & Order        | Джин і Джинні Кусамано / Джоан      |
| 2007      | с | Сутичка             | Damages            | Карен Гонзалес                      |
| 2011      | с | В полі зору         | Person of Interest | Патті Д'Аґостіно                    |
| 2015      | с | Послідовники        | The Following      | місіс Міллер                        |
| 2015      | с | Справжній детектив  | True Detective     | Ірма                                |
| 2015      | с | Ґотем               | Gotham             | Дженіс Колфілд                      |
| 2016      | с | Блакитна кров       | Blue Bloods        | Кармен Баез                         |
| 2017      | с | Державний секретар  | Madam Secretary    | Маргарита Ґарсія                    |
| 2020      | с | Кайфтаун            | Hightown           | Беатріс                             |
| 2023      | ф | Рідкісні предмети   | Rare Objects       | Еймі Парла                          |